# Angela Anderes
Angela Anderes (* 10. Juli 1919 in Zürich; † nach 1940) war eine Schweizer Eiskunstläuferin, die im Einzellauf startete.

## Werdegang
Angela Anderes nahm im Zeitraum von 1935 bis 1940 an den Schweizer Eiskunstlaufmeisterschaften teil, wo sie 5 Mal Schweizer Meister wurde. Bei den Welt Eiskunstlauf-Weltmeisterschaften 1937 belegte sie den 10. Platz und bei den Europameisterschaften 1938 und 1939 errang sie jeweils einen 6. Platz.
Bei den Olympischen Winterspielen 1936 in Garmisch-Partenkirchen erreichte sie Platz 13.

## Ergebnisse
| Wettbewerb / Jahr         | 1935 | 1936 | 1937 | 1938 | 1939 | 1940 |
| ------------------------- | ---- | ---- | ---- | ---- | ---- | ---- |
| Weltmeisterschaften       | 10.  |      |      |      |      |      |
| Europameisterschaften     | 6.   | 6.   |      |      |      |      |
| Schweizer Meisterschaften | 1.   | 1.   | 1.   |      | 1.   | 1.   |